# Алиса в Огледалния свят (филм)
„Алиса в Огледалния свят“ (на английски: Alice Through The Looking Glass) е американски филм от 2016 г. по книгата на Луис Карол, част от франчайза Алиса в Страната на чудесата. Жанрът е определен като приключенско фентъзи, а режисьор е Джеймс Бобин. Филмът е продуциран от Тим Бъртън, който е работил и по първата част. Разпространението на филма започва на 27 май 2016 г.

## Актьори
- Миа Вашиковска в ролята на Алиса Кингсли
- Джони Деп в ролята на Лудия шапкар
- Хелена Бонам Картър в ролята на Ирасабет, Червената кралица
- Ан Хатауей в ролята на Мирана, Бялата кралица
- Саша Барън Коен в ролята на Тайм
- Рис Айфънс в ролята на Заник, бащата на Лудия шапкар
- Мат Лукас в ролята на Туидълди и Туидълдум
- Ед Спелиърс в ролята на Джеймс Харкорт

### Гласове
- Стивън Фрай озвучава Чешърския котарак
- Тоби Джоунс озвучава Уилкинс
- Алън Рикман озвучава гъсеницата Абсолем
- Майкъл Шийн озвучава Белия заек
- Тимъти Спол озвучава хрътката Беярд
- Пол Уайтхаус озвучава Мартенския заек
- Барбара Уиндзър озвучава сънливеца Малиъмкин
- Джон Сешънс озвучава Хъмпти-дъмпти

## Сюжет
Внимание:  Текстът по-долу разкрива сюжета на произведението (или части от него)!
Очаква се сюжетът на филма да следва историята на романа на Луис Карол с леки отклонения и промени.

## Продукция
Продължението на Алиса в Страната на чудесата е обявено още през 2012 г., като е потвърдено, че Линда Уулвертън ще се завърне като сценарист на филма. През 2013 г. режисьорът Бобин започва да коментира продукцията с работното заглавие Алиса в Страната на чудесата: През огледалото. През същата година е потвърдено, че Джони Деп и Миа Вашиковска ще се завърнат за ролите си на Лудия шапкар и Алиса. Премиерната дата, 27 май 2016 г., също е обявена през 2013 г. Заглавието е променено на Алиса в Страната на чудесата: Огледалния свят през януари 2014 г., като в същия ден, Саша Барън Коен се присъединява към екипа, за да изиграе ролята на злодея Тайм. Ролите на Хелена Бонам Картър и Рис Айфънс също са потвърдени през 2014 г.
Снимките на филма стартират на 4 август 2014 г. в Шепъртън Студиос. През същия месец, снимките се състоят и на пристанището в Глостър, за които са използвани повече от четири исторически кораба, сред които са Катлийн и Мей, Айрийн, Екселсиор и Графът на Пембрук (преименуван на Чудото за филма). Снимките приключват на 31 октомври 2014 г.
Първите два официални постера към филма с Джони Деп и Миа Вашиковска са публикувани на 14 август 2015 г.

## В България
В България филмът е излъчен на 26 Декември 2018 г. по Нова телевизия с български войсоувър дублаж. Екипът се състои от:
| Озвучаващи артисти  | Даниела Йорданова Лиза Шопова Димитър Иванчев Здравко Методиев Стефан Сърчаджиев-Съра Елисавета Господинова |
| Тонрежисьор         | Ирина Ценкова                                                                                               |
| Режисьор на дублажа | Димитър Кръстев                                                                                             |